# Olympische Winterspiele 2002/Teilnehmer (Tadschikistan)
| Gelbes Symbol für Goldmedaillen mit stilisierten Olympischen Ringen | Graues Symbol für Silbermedaillen mit stilisierten Olympischen Ringen | Braundes Symbol für Bronzemedaillen mit stilisierten Olympischen Ringen |
| ------------------------------------------------------------------- | --------------------------------------------------------------------- | ----------------------------------------------------------------------- |
| —                                                                   | —                                                                     | —                                                                       |

Die Teilnahme Tadschikistans an den Olympischen Winterspielen 2002 im US-amerikanischen Salt Lake City war die erste dieses Landes an Olympischen Winterspielen.
Einziger Athlet war der Skirennläufer Andrei Drygin.

## Ski Alpin
Männer
- Andrei Drygin
Super-G: ausgeschieden
Riesenslalom: ausgeschieden